# Giro di Romandia 2007
Il Giro di Romandia 2007, sessantunesima edizione della corsa, valido come evento del circuito UCI ProTour 2007, si svolse in cinque tappe dal 1º al 6 maggio 2007, precedute da un cronoprologo, per un percorso totale di 667,1 km. Fu vinto dall'olandese della Rabobank Thomas Dekker con il tempo totale di 17 ore 27 minuti e 2 secondi alla media di 38,22 km/h.
Al traguardo di Losanna 121 ciclisti conclusero il tour.

## Tappe
| Tappa  | Data      | Percorso                     | km    | Vincitore di tappa | Leader cl. generale |
| ------ | --------- | ---------------------------- | ----- | ------------------ | ------------------- |
| Prol.  | 1º maggio | Friburgo (cron. individuale) | 3,5   | Paolo Savoldelli   | Paolo Savoldelli    |
| 1ª     | 2 maggio  | Friburgo > La Chaux-de-Fonds | 157,8 | Markus Fothen      | Paolo Savoldelli    |
| 2ª     | 3 maggio  | La Chaux-de-Fonds > Lucens   | 166,9 | Robbie McEwen      | Paolo Savoldelli    |
| 3ª     | 4 maggio  | Moudon > Charmey             | 162,6 | Matteo Bono        | Paolo Savoldelli    |
| 4ª     | 5 maggio  | Charmey > Morgins            | 155,9 | Igor Antón         | Chris Horner        |
| 5ª     | 6 maggio  | Losanna (cron. individuale)  | 20,4  | Thomas Dekker      | Thomas Dekker       |
| Totale | Totale    | Totale                       | 667,1 |                    |                     |

## Squadre partecipanti
| N.      | Cod. | Squadra               |
| ------- | ---- | --------------------- |
| 1-8     | PRL  | Predictor-Lotto       |
| 11-18   | CSC  | Team CSC              |
| 21-28   | LIQ  | Liquigas              |
| 31-38   | DSC  | Discovery Channel     |
| 41-48   | A2R  | AG2R Prévoyance       |
| 51-58   | GCE  | Caisse d'Epargne      |
| 61-68   | RAB  | Rabobank              |
| 71-78   | SDV  | Saunier Duval-Prodir  |
| 81-88   | AST  | Astana Team           |
| 91-98   | TMO  | T-Mobile Team         |
| 101-108 | QSI  | Quick Step-Innergetic |

| N.      | Cod. | Squadra                          |
| ------- | ---- | -------------------------------- |
| 111-118 | LAM  | Lampre-Fondital                  |
| 121-128 | GST  | Gerolsteiner                     |
| 131-138 | C.A  | Crédit Agricole                  |
| 141-148 | BTL  | Bouygues Télécom                 |
| 151-158 | COF  | Cofidis, le Crédit par Téléphone |
| 161-168 | MRM  | Team Milram                      |
| 171-178 | EUS  | Euskaltel-Euskadi                |
| 181-188 | FDJ  | Française des Jeux               |
| 191-198 | UNI  | Unibet.com                       |
| 201-208 | LPR  | LPR                              |

## Dettagli delle tappe

### Prologo
- 1º maggio: Friburgo – Cronometro individuale – 3,5 km

Risultati
| Pos. | Corridore        | Squadra         | Tempo |
| ---- | ---------------- | --------------- | ----- |
| 1    | Paolo Savoldelli | Astana          | 4'35" |
| 2    | Roman Kreuziger  | Liquigas        | a 5"  |
| 3    | Chris Horner     | Predictor-Lotto | a 7"  |

| Pos. | Corridore        | Squadra         | Tempo |
| ---- | ---------------- | --------------- | ----- |
| 1    | Paolo Savoldelli | Astana          | 4'35" |
| 2    | Roman Kreuziger  | Liquigas        | a 5"  |
| 3    | Chris Horner     | Predictor-Lotto | a 7"  |

### 1ª tappa
- 2 maggio: Friburgo > La Chaux-de-Fonds – 157,8 km

Risultati
| Pos. | Corridore         | Squadra        | Tempo    |
| ---- | ----------------- | -------------- | -------- |
| 1    | Markus Fothen     | Gerolsteiner   | 4h08'58" |
| 2    | Francisco Pérez   | Caisse d'Epar. | s.t.     |
| 3    | Joaquim Rodríguez | Caisse d'Epar. | s.t.     |

| Pos. | Corridore        | Squadra      | Tempo    |
| ---- | ---------------- | ------------ | -------- |
| 1    | Paolo Savoldelli | Astana       | 4h13'33" |
| 2    | Roman Kreuziger  | Liquigas     | a 5"     |
| 3    | Markus Fothen    | Gerolsteiner | a 6"     |

### 2ª tappa
- 3 maggio: La Chaux-de-Fonds > Lucens – 166,9 km

Risultati
| Pos. | Corridore         | Squadra         | Tempo    |
| ---- | ----------------- | --------------- | -------- |
| 1    | Robbie McEwen     | Predictor-Lotto | 4h01'41" |
| 2    | Borut Božič       | LPR             | s.t.     |
| 3    | Enrico Gasparotto | Liquigas        | s.t.     |

| Pos. | Corridore        | Squadra         | Tempo    |
| ---- | ---------------- | --------------- | -------- |
| 1    | Paolo Savoldelli | Astana          | 8h15'14" |
| 2    | Roman Kreuziger  | Liquigas        | a 5"     |
| 3    | Chris Horner     | Predictor-Lotto | s.t.     |

### 3ª tappa
- 2 maggio: Moudon > Charmey – 162,6 km

Risultati
| Pos. | Corridore      | Squadra       | Tempo    |
| ---- | -------------- | ------------- | -------- |
| 1    | Matteo Bono    | Lampre        | 4h04'15" |
| 2    | Fumiyuki Beppu | Discovery     | s.t.     |
| 3    | Marco Pinotti  | T-Mobile Team | a 2"     |

| Pos. | Corridore        | Squadra       | Tempo     |
| ---- | ---------------- | ------------- | --------- |
| 1    | Paolo Savoldelli | Astana        | 12h23'20" |
| 2    | Marco Pinotti    | T-Mobile Team | a 4"      |
| 3    | Roman Kreuziger  | Liquigas      | a 5"      |

### 4ª tappa
- 5 maggio: Charmey > Morgins – 155,9 km

Risultati
| Pos. | Corridore     | Squadra         | Tempo    |
| ---- | ------------- | --------------- | -------- |
| 1    | Igor Antón    | Euskaltel       | 4h36'56" |
| 2    | Thomas Dekker | Rabobank        | s.t.     |
| 3    | Chris Horner  | Predictor-Lotto | s.t.     |

| Pos. | Corridore        | Squadra   | Tempo     |
| ---- | ---------------- | --------- | --------- |
| 1    | Paolo Savoldelli | Astana    | 17h00'17" |
| 2    | Igor Antón       | Euskaltel | a 7"      |
| 3    | Thomas Dekker    | Rabobank  | a 9"      |

### 5ª tappa
- 6 maggio: Losanna – Cronometro individuale – 20,4 km

Risultati
| Pos. | Corridore        | Squadra  | Tempo  |
| ---- | ---------------- | -------- | ------ |
| 1    | Thomas Dekker    | Rabobank | 26'36" |
| 2    | Paolo Savoldelli | Astana   | a 5"   |
| 3    | Andrej Kašečkin  | Astana   | a 12"  |

| Pos. | Corridore        | Squadra  | Tempo     |
| ---- | ---------------- | -------- | --------- |
| 1    | Thomas Dekker    | Rabobank | 17h27'02" |
| 2    | Paolo Savoldelli | Astana   | a 11"     |
| 3    | Andrej Kašečkin  | Astana   | a 34"     |

## Classifiche finali

### Classifica generale
| Pos. | Corridore        | Squadra       | Tempo     |
| ---- | ---------------- | ------------- | --------- |
| 1    | Thomas Dekker    | Rabobank      | 17h27'02" |
| 2    | Paolo Savoldelli | Astana Team   | a 11"     |
| 3    | Andrej Kašečkin  | Astana Team   | a 34"     |
| 4    | Cadel Evans      | Predictor     | a 43"     |
| 5    | Chris Horner     | Predictor     | a 46"     |
| 6    | Roman Kreuziger  | LIQ           | a 1'35"   |
| 7    | Igor Antón       | Euskaltel     | a 1'51"   |
| 8    | Andy Schleck     | Team CSC      | a 1'53"   |
| 9    | Sylwester Szmyd  | Lampre        | a 1'55"   |
| 10   | Janez Brajkovič  | Discovery Ch. | a 2'00"   |

### Classifica scalatori
| Pos. | Corridore            | Squadra       | Punti |
| ---- | -------------------- | ------------- | ----- |
| 1    | Laurent Brochard     | Bouygues Tél. | 64    |
| 2    | Chris Anker Sørensen | Team CSC      | 42    |
| 3    | Eros Capecchi        | Liquigas      | 30    |
| 4    | Sylwester Szmyd      | Lampre        | 18    |
| 5    | Marco Pinotti        | T-Mobile Team | 18    |

### Classifica a punti
| Pos. | Corridore        | Squadra      | Punti |
| ---- | ---------------- | ------------ | ----- |
| 1    | Thomas Dekker    | Rabobank     | 43    |
| 2    | Paolo Savoldelli | Astana Team  | 35    |
| 3    | Markus Fothen    | Gerolsteiner | 32    |
| 4    | Chris Horner     | Predictor    | 32    |
| 5    | Cadel Evans      | Predictor    | 31    |

### Classifica sprint
| Pos. | Corridore        | Squadra         | Punti |
| ---- | ---------------- | --------------- | ----- |
| 1    | Patrick Calcagni | Liquigas        | 10    |
| 2    | László Bodrogi   | Crédit Agricole | 9     |
| 3    | Sandy Casar      | F. des Jeux     | 7     |
| 4    | Marco Pinotti    | T-Mobile Team   | 7     |
| 5    | Laurent Brochard | Bouygues Tél.   | 7     |

### Classifica squadre
| Pos. | Squadra         | Tempo |
| ---- | --------------- | ----- |
| 1    | Predictor-Lotto |       |
| 2    | Astana          |       |
| 3    | Team CSC        |       |